# ケルビン・トーベ
ケルビン・カーティス・トーベ（Kelvin Curtis Torve, 1960年1月10日 - ）は、アメリカ合衆国・サウスダコタ州ラピッドシティ出身の元プロ野球選手（内野手）。右投左打。1992年 - 1993年にオリックス・ブルーウェーブに所属した。

## 経歴
オーラル・ロバーツ大学時代にはマイク・ムーアとチームメートだった。
1981年にMLBドラフト2巡目（全体36位）でサンフランシスコ・ジャイアンツから指名され、プロ入り。1988年、ミネソタ・ツインズでメジャーデビュー。1990年、ニューヨーク・メッツでメジャー再昇格。
1992年、ブーマー・ウェルズが福岡ダイエーホークスへ移籍し、その穴を埋めるためオリックス・ブルーウェーブに入団。7月終了時点では打率.235と不振だったが、8月に月間MVPに輝く活躍で打率を2割8分台まで上げると、残り2試合では1番打者として出場して10打席を稼ぐことでシーズン最終戦の最終打席で規定打席に到達し、打率は.305と佐々木誠に次ぐリーグ2位に滑り込んだ。
しかし1993年は、野手としては当時最多の53打席連続無安打という不名誉な記録を達成。結局この年限りで退団した。
個人用応援歌は、後にジョージ・アリアス、東明大貴らに流用された他、歌詞の異なるものが馬場敏史らにも使われた。さらに関東では、歌詞は未確認ながら全く異なる応援歌が使われていた。
2016年よりジュニアチームの育成に当たっている。

## 詳細情報

### 年度別打撃成績
| 年 度    | 球 団      | 試 合 | 打 席 | 打 数 | 得 点 | 安 打 | 二 塁 打 | 三 塁 打 | 本 塁 打 | 塁 打 | 打 点 | 盗 塁 | 盗 塁 死 | 犠 打 | 犠 飛 | 四 球 | 敬 遠 | 死 球 | 三 振 | 併 殺 打 | 打 率 | 出 塁 率 | 長 打 率 | O P S |
| -------- | ---------- | ----- | ----- | ----- | ----- | ----- | -------- | -------- | -------- | ----- | ----- | ----- | -------- | ----- | ----- | ----- | ----- | ----- | ----- | -------- | ----- | -------- | -------- | ----- |
| 1988     | MIN        | 12    | 17    | 16    | 1     | 3     | 0        | 0        | 1        | 6     | 2     | 0     | 1        | 0     | 0     | 1     | 0     | 0     | 2     | 0        | .188  | .235     | .375     | .610  |
| 1990     | NYM        | 20    | 44    | 38    | 0     | 11    | 4        | 0        | 0        | 15    | 2     | 0     | 0        | 0     | 0     | 4     | 0     | 2     | 9     | 1        | .289  | .386     | .395     | .781  |
| 1991     | NYM        | 10    | 8     | 8     | 0     | 0     | 0        | 0        | 0        | 0     | 0     | 0     | 0        | 0     | 0     | 0     | 0     | 0     | 1     | 1        | .000  | .000     | .000     | .000  |
| 1992     | オリックス | 96    | 403   | 367   | 42    | 112   | 19       | 1        | 11       | 166   | 58    | 3     | 1        | 1     | 5     | 29    | 0     | 1     | 70    | 9        | .305  | .353     | .452     | .806  |
| 1993     | オリックス | 96    | 364   | 327   | 27    | 76    | 16       | 0        | 9        | 119   | 35    | 5     | 3        | 0     | 1     | 35    | 0     | 1     | 64    | 14       | .232  | .308     | .364     | .672  |
| MLB：3年 | MLB：3年   | 42    | 69    | 62    | 1     | 14    | 4        | 0        | 1        | 21    | 4     | 0     | 1        | 0     | 0     | 5     | 0     | 2     | 12    | 2        | .226  | .304     | .339     | .643  |
| NPB：2年 | NPB：2年   | 192   | 767   | 694   | 69    | 188   | 35       | 1        | 20       | 285   | 93    | 8     | 4        | 1     | 6     | 64    | 0     | 2     | 134   | 23       | .271  | .332     | .411     | .742  |

### 表彰
NPB
- 月間MVP：1回（1992年8月）

### 記録
NPB
- 初出場・初先発出場：1992年4月4日、対千葉ロッテマリーンズ1回戦（千葉マリンスタジアム）、7番・一塁手として先発出場
- 初安打：同上、9回表に小宮山悟から右越二塁打
- 初打点：1992年4月18日、対福岡ダイエーホークス2回戦（平和台球場）、5回表にリー・タネルから
- 初本塁打：1992年6月2日、対近鉄バファローズ9回戦（日生球場）、4回表に高柳出己からソロ

その他の記録
- シーズン連続打席無安打：53 （1993年）※パ・リーグ野手記録、2021年佐藤輝明に更新されるまでは下社邦男と並びプロ野球野手記録

### 背番号
- 18 (1988年)
- 24 (1990年 - 同年途中)
- 39 (1990年途中 - 1991年)
- 5 (1992年 - 1993年)